# Carl Fahlström

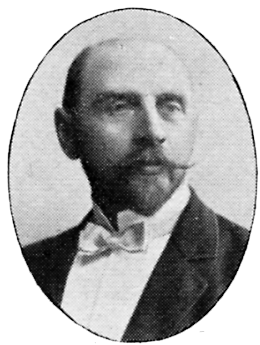
Carl Fahlström

Carl Fahlström, född 6 oktober 1854 i Göteborgs domkyrkoförsamling, död 5 oktober 1920 i Karl Johans församling, Göteborg, var förste stadsarkitekt i Göteborg åren 1913–1920.

## Biografi
Carl Fahlström examinerades 1874 från Chalmersska institutet. Samma år anställdes han av stadsarkitekten Victor von Gegerfelt. Året därpå, den 15 augusti 1875 antogs han vid Konstakademiens högre byggnadsskola där han studerade arkitektur och varifrån han utexaminerades 1878.
År 1884 blev han tillförordnad stadsarkitekt i Göteborg och 1888 stadsbyggmästare i samma stad. 29 oktober 1897 blev han ordinarie stadsarkitekt i Göteborg och förste stadsarkitekt mellan 1913 och 1920. År 1886 blev han ledamot av Konstnärsförbundet. Fahlström var en av stiftarna av Tekniska Samfundet i Göteborg 1882.
Carl Fahlström är begravd på Östra kyrkogården i Göteborg.

## Verk
Fahlström ritade bland annat Auktionsverket på Tredje Långgatan 7–9 som stod klart 1890. Han ritade även brandstationen i Olskroken som låg i korsningen Olskroksgatan–Hökegatan i jugendstil. Brandstationen byggdes 1905, lades ned 1956 och revs 1978. Andra hus han ritade var Annedalsskolan (1883), Göteborgs Ålderdomshem (1892), Thorskogs slott (1892) fyra mil norr om Göteborg, Pellerins margarinfabrik, några av villorna i Föreningsgatans villastad och vinterträdgården i Grand Hotel Haglund som idag är rivet.
I Göteborg ritade han även Läroverket för gossar i Majorna, Läroverket för flickor i Majorna samt Ålderdomshemmet vid Slottsskogen.

## Bilder

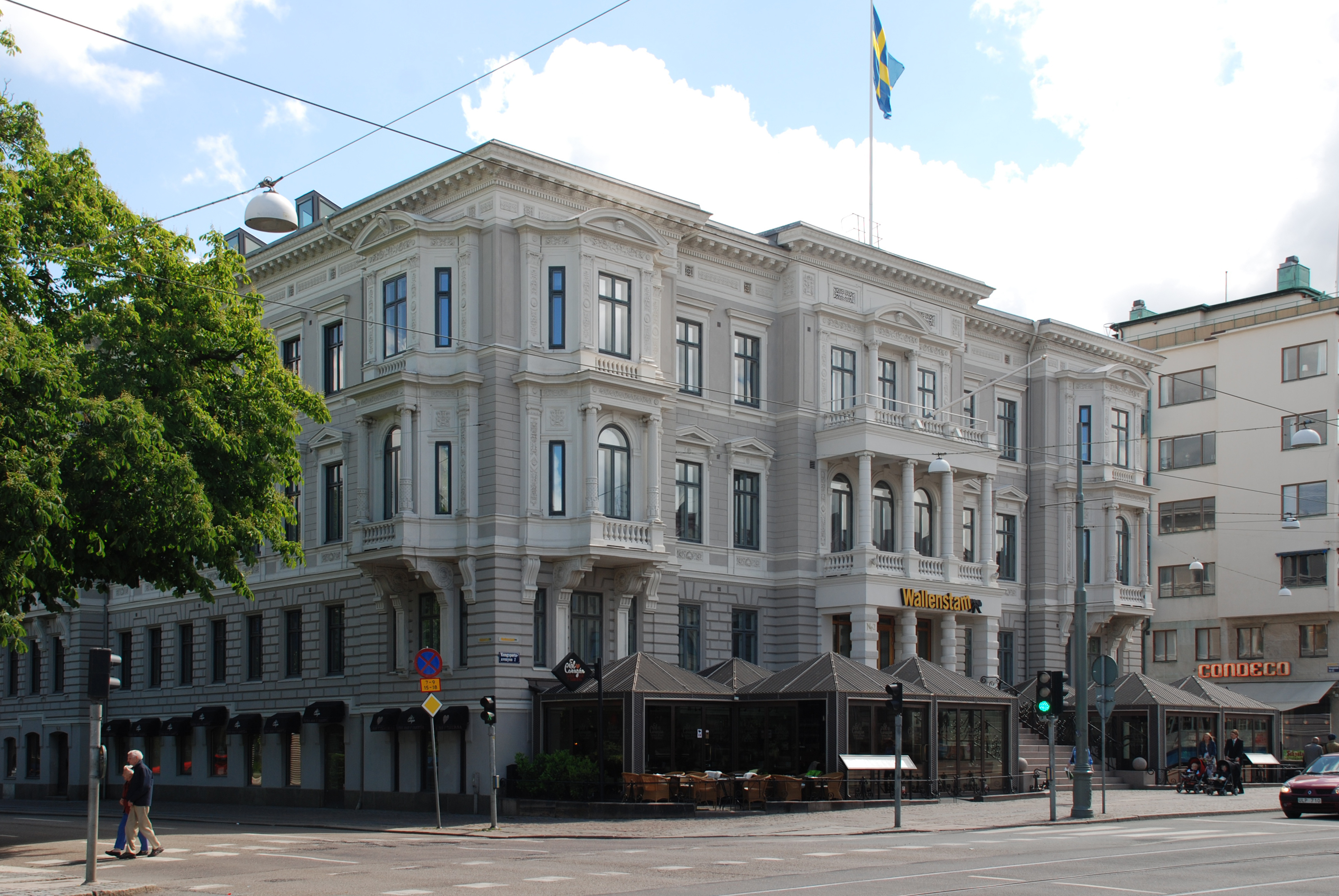
Kungsportsavenyen 2
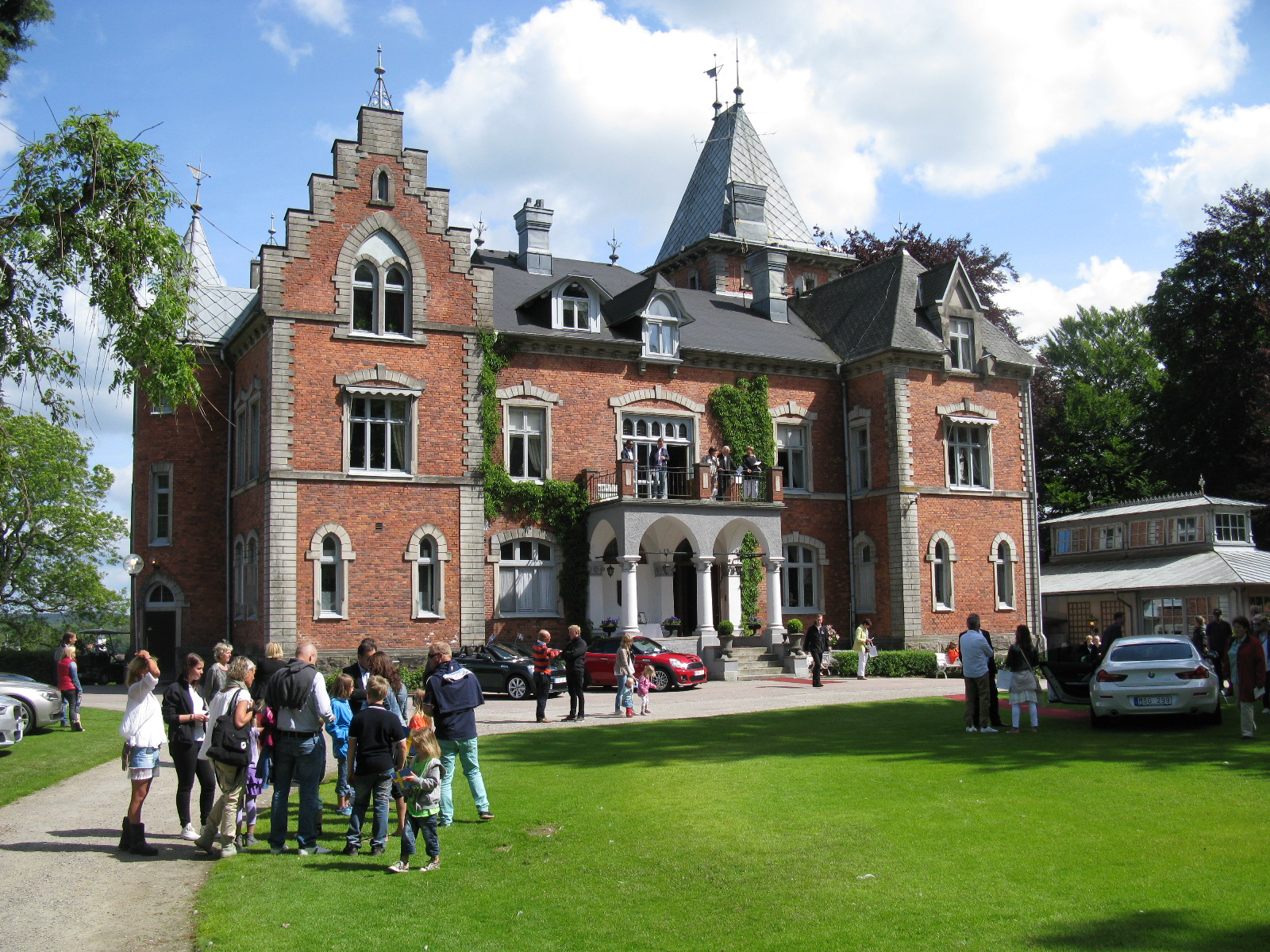
Thorskogs Slott
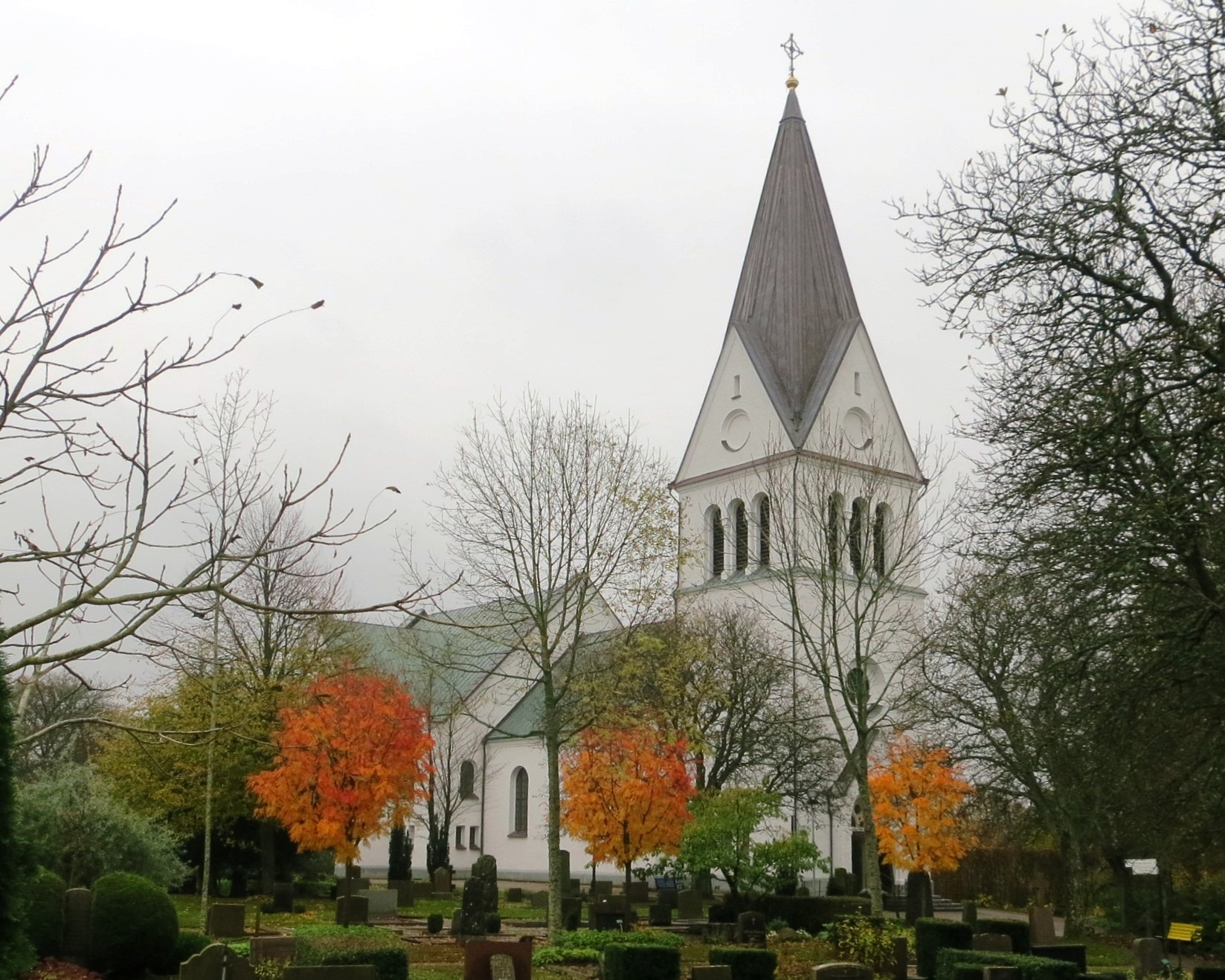
Harplinge kyrka
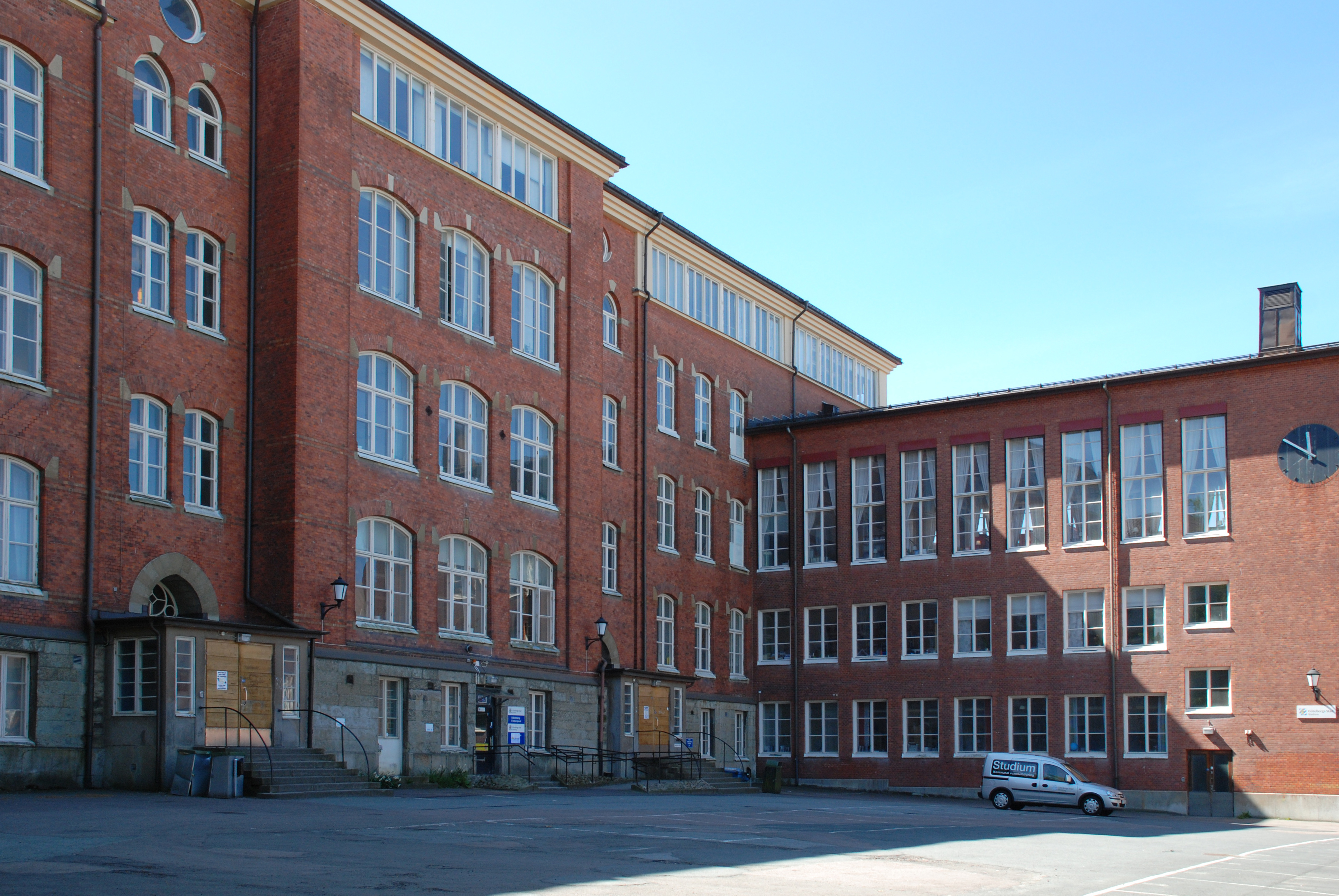
Läroverket för gossar i Majorna
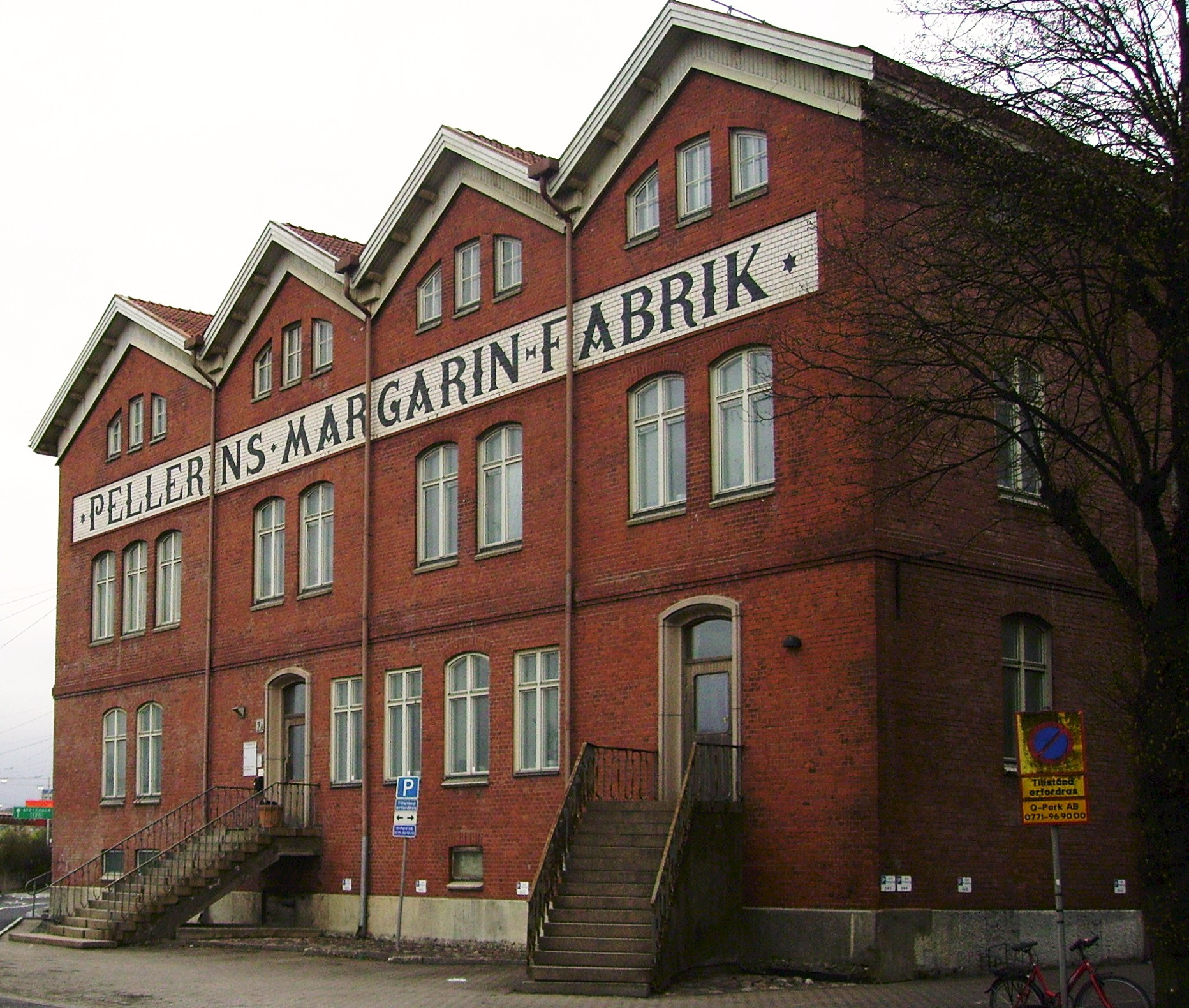
Pellerins margarinfabrik